# Medicina forense

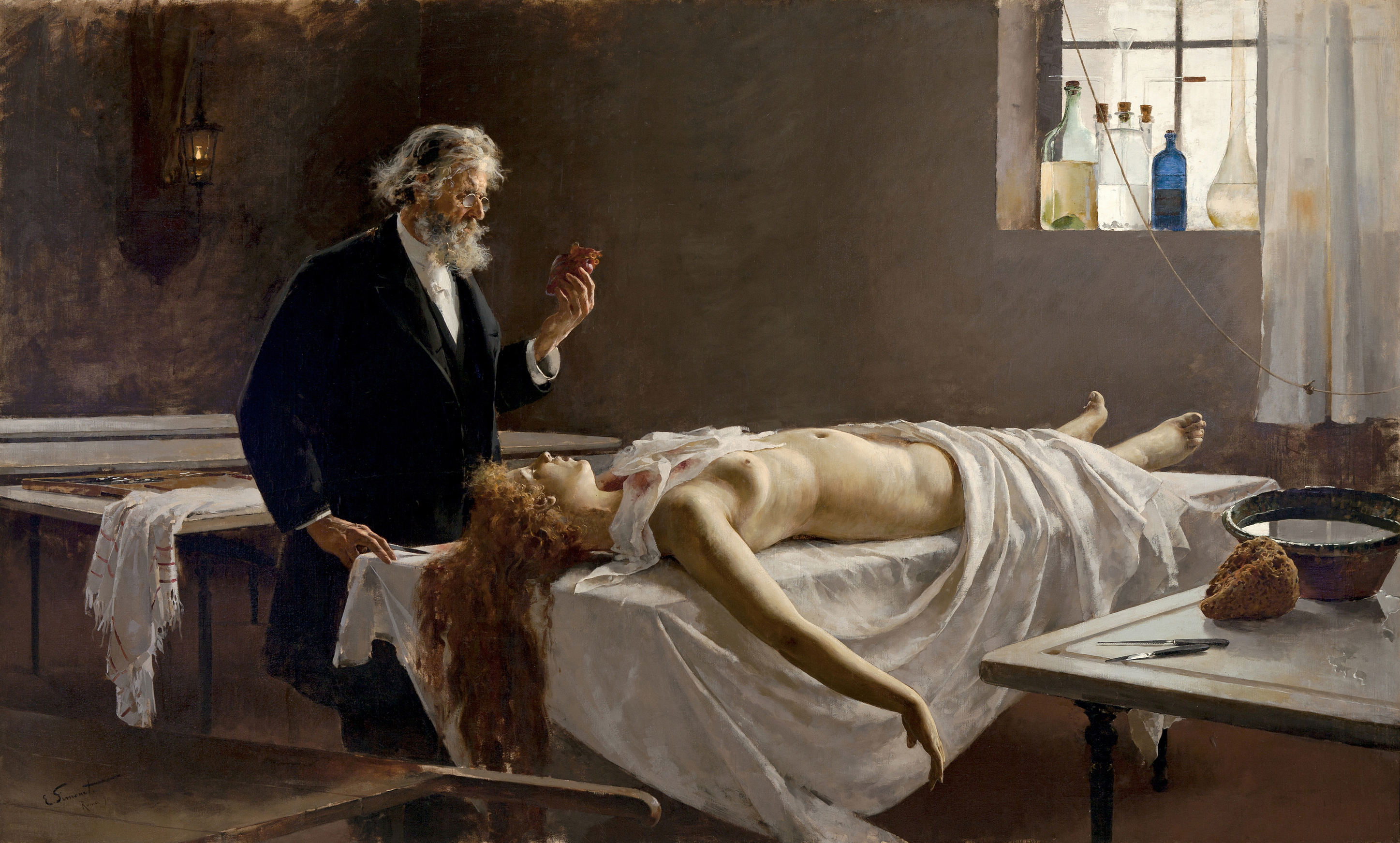
¡Y tenía corazón! (1890), de Enrique Simonet (Museo de Málaga).

La medicina forense, también llamada medicina legal, jurisprudencia médica o medicina judicial, es la rama de la medicina que aplica todos los conocimientos médicos y biológicos necesarios para la resolución de los problemas que plantea el derecho. El médico forense o médico legista auxilia a jueces y tribunales en la administración de justicia, determinando el origen de las lesiones sufridas por un herido o la causa de la muerte mediante el examen de un cadáver. Estudia los aspectos médicos derivados de la práctica diaria de los tribunales de justicia, donde actúan como peritos. Se vincula estrechamente con el derecho médico.

## Terminología
Comúnmente llamada medicina forense (de foro: por ser en la antigüedad en los foros o tribunales donde se desempeñaba esta disciplina), actualmente se distinguen dos escuelas: la escuela latina, en donde son formados los médicos legistas, y la escuela anglosajona, en donde se forman médicos forenses.

## Ámbito de actuación
Los médicos legistas están capacitados para realizar múltiples diligencias, entre las que destacan:
- Dictaminar sobre responsabilidad profesional, es decir, determinar si los médicos actuaron o no con la responsabilidad debida.
- Determinación de las causas, mecanismo y manera de la muerte, cuando éstas son de origen violento.
- Ayudar en la procuración de la justicia, auxiliando al juez a resolver dudas derivadas de la actuación de los fenómenos médico-biológicos —cuando están presentes—-, si se comete algún presunto hecho delictivo.

En la investigación criminal, la actuación del médico forense es esencial. Acude —junto o no— con el Juez de Guardia y Ministerio Fiscal cuando se procede al levantamiento del cadáver después de una muerte sospechosa de criminalidad o violenta; examina y recoge signos externos del lugar de los hechos, determina la hora probable de la muerte y realiza la necropsia del cadáver; examina de forma macroscópica las tres cavidades (craneal, torácica y abdominal) y toma muestras para su remisión a centros especializados en ciencias forenses, laboratorios.[cita requerida]

## Metodología
Es una ciencia basada en la evidencia. Enseña y aplica el método galileico y utiliza el método cartesiano, con los cuales se conforma el llamado método pericial, que recomienda: no admitir como verdad lo que no sea evidencial o probado, ordenándolo de lo sencillo a lo complejo, y enumerando sin omitir nada. Todo con independencia respecto al problema sometido a estudio y análisis.

## Subdisciplinas
La medicina legal engloba las siguientes subdisciplinas, planteado ello desde un punto de vista meramente descriptivo (pues nada le es ajeno a la medicina legal y todo ayuda y contribuye a sus fines):
- antropología forense
- biología forense
- Derecho médico
- genética forense
- necropapiloscopía
- odontología forense
- psicología forense
- psiquiatría forense
- tanatología
- toxicología forense
- hematología forense

## Historia

### Antecedentes
La primera definición clásica de los signos del fallecimiento se debe a Hipócrates en su libro De morbis, donde describe las modificaciones de la cara en el inmediato período post mortem: facies hipocorística.
La medicina legal apareció por primera vez en Alemania en el siglo XVI: la Ley Carolina promulgada por Carlos V en 1532 obliga a expertos en medicina (esencialmente barberos-cirujanos de la época) a intervenir sobre los cadáveres en caso de homicidio voluntario o involuntario, imponiéndose una pena proporcional a las lesiones. En 1536, Francisco I de Francia redacta para el duque de Bretaña una ordenanza organizando el inicio de la medicina legal.
Andrés Vesalio (Bruselas, antiguos Países Bajos de los Habsburgo, gobernados por el rey de España, y actual Bélgica, 31 de diciembre de 1514 - Zante, actual Grecia, 15 de octubre de 1564) fue un médico del siglo XVI, célebre por su programa de renovación de la anatomía. Acompañó a los reyes de España Carlos V y Felipe II en sus campañas como médico particular, adquiere conocimientos excepcionales de cirugía. En 1537, realizó en Padua su primera disección pública de un cadáver, explicando tanto la composición de los órganos como la técnica utilizada. Fue el autor de uno de los libros más influyentes sobre anatomía humana, De humani corporis fabrica (Sobre la estructura del cuerpo humano), que dedicó al príncipe Felipe, hijo y heredero de Carlos V.
Paolo Zacchia (1584-1659) fue un médico italiano, profesor de ciencias médicas y medicina forense, filósofo y poeta. Se le considera el padre de la medicina legal. Su libro más conocido en tres volúmenes, Quaestiones medico-legales (1621-1651), estableció la medicina legal como tema de estudio.
Jean Jacques Bruhier (1685-1756) realizó en 1742 con Jacques-Bénigne Winslow los primeros trabajos sobre inhumaciones prematuras, recogiendo 189 supuestos casos de enterramientos en vida. Como consecuencia, hacia 1793 se crearon en Alemania e Italia las cámaras mortuorias de espera.
En este mismo siglo el científico alemán Georg Christoph Lichtenberg describió las figuras de Lichtenberg, un importante hallazgo que posteriormente tendría relevancia como signo de fulguración en el estudio de cadáveres. Además, Xavier Bichat (1771-1802), más conhizo interesantes descripciones sobre el proceso de la muerte y elaboró el que luego sería conocido como trípode de Bichat de las funciones vitales: la circulación, la respiración y la función nerviosa. Asimismo, Pierre Hubert Nysten enunció las leyes de la rigidez cadavérica que llevan su nombre. Jean-Jacques Belloc es considerado el creador de la medicina legal en Francia.

### SiglosXIXyXX
El siglo XIX revolucionó las ciencias forenses, debido a los numerosos avances que se produjeron. En Europa, el pionero de la medicina legal es el científico menorquín Mateo Orfila, conocido como el padre de la toxicología, que publicó destacablemente un Tratado de las exhumaciones jurídicas en 1830 y un Tratado de medicina legal en 1847. Entre las figuras destacadas en medicina legal y acontecimientos sucedidos en esta época se encuentran:
- Jean Zuléma Amussat (1796-1856), cirujano urólogo francés, describió el signo que lleva su nombre.
- Los asesinatos de Burke y Hare en 1828 revolucionaron a la prensa y la opinión pública de la época. Los forenses de la época tuvieron un importante desafío que superar.
- Gabriel Tourdes (1810-1900), definió el período de incertidumbre que rodea a la muerte del sujeto, que lleva su nombre.
- Pedro Mata Fontanet (1811-1877), creador de la medicina forense o legal en España.
- Victor-Auguste-François Morel-Lavallée (1811-1865) describió el derrame seroso que lleva su nombre. Ha dejado numerosas publicaciones en el terreno de la traumatología.
- Eugène Bouchut (1818-1891), médico y pediatra francés, describió la auscultación directa en la paralización cardíaca.
- Jean Pierre Mégnin (1828-1905), veterinario y entomólogo médico-legal, entre otros trabajos describió casos de rápida momificación.
- Henri Legrand du Saulle (1830-1886) psiquiatra, desarrolló su trabajo en París. Durante su juventud trabajó para Bénédict Morel. Realizó un esquema para diferenciar lesiones vitales y post mortem.
- Cesare Lombroso (1835-1909), profesor de medicina legal italiano (Universidad de Turin), fundador de la escuela de criminología positivista.
- Paul Brouardel (1837-1906) sugirió que el SMSL era en muchos casos debido a espasmos de la laringe o una bronquitis capilar.
- En 1871 John Brendon Curgenven describe el primer caso de muerte simultánea en gemelos.
- Alexandre Lacassagne (1843-1924), médico legista y profesor de la Facultad de Medicina de Lyon. Describió el rigor mortis.
- John Glaister (1856-1932), médico forense escocés, enunció la fórmula que recibe su nombre.
- Richard Paltauf (1858-1924), anatomopatólogo y bacteriólogo austriaco, implicó el timo en las muertes súbitas del lactante en lo que denominó status thymo-lymphaticus. Describió la dilución de las equimosis en los muertos por sumersión, más claras con los bordes diseminados.
- El italiano Pompeo Rivalta crea la prueba de Rivalta (1895).
- Robert Williams Wood (1868-1955), físico e inventor del cristal de Wood.
- Hippolyte Morestin (1869-1919), profesor de anatomía y cirujano francés.
- Stefan Jellinek (1871-1968), médico del trabajo austro-británico, se especializó en accidentes eléctricos, describiendo la lesión electroespecífica.
- Camille Léopold Simonin (1891-1961), director del instituto de medicina legal de Estrasburgo.
- Albert Ponsold (1900-1983), anatomopatólogo alemán, describió la hidremia compensadora.

En Francia, la medicina legal en el sentido actual del término nace a finales del siglo XIX de la mano de médicos como Léon Thoinot, Victor Balthazar, Paul Brouardel, Alexandre Lacassagne o Auguste Ambroise Tardieu. La medicina legal entra en el ámbito universitario en 1877 con la elección de Tardieu en el puesto de encargado de conferencias de medicina legal práctica en la Facultad de medicina de París.

### Mundo hispanohablante
En el siglo XX en el mundo hispano parlante destacan, entre otras, las siguientes figuras:
- Aliosto Licorzi (fecha de nacimiento fallecimiento desconocida), de origen italo-argentino, fue el primer médico Lejista en la Argentina. Escribió 7 libros y fue una figura muy importante en su momento.
- Antonio Piga y Pascual (1879-1952), médico forense y miembro de la Real Academia de Medicina, describió la radioscopia en la paralización cardíaca, así como el signo del salto traumático y el de la cuádruple fractura.
- Juan Antonio Gisbert Calabuig (1922-2000), catedrático de medicina legal y toxicología (1960-1987), describió el principio de incertidumbre y las cuatro fases de la muerte.
- Eduardo Vargas Alvarado (1931-), profesor de medicina legal costarricense, ha publicado importantes trabajos de medicina legal, así como ha descrito el signo que lleva su nombre, la hemorragia del etmoides hallada en los ahogados.
- Luis Alberto Kvitko (1944-), médico legista, profesor titular de la Cátedra de Medicina Legal de la Facultad de Medicina de la Universidad de Buenos Aires, autor de un libro sobre los aspectos forenses de la violación.
- Miguel Enrique Velásquez Velásquez (1967-) médico forense, profesor de la Cátedra de Medicina Legal de la Especialidad en Medicina Legal de la Universidad de El Salvador, impulsor de la medicina forense y la criminologia en la región centroamericana y El Salvador.

## La medicina legal y forense en España
En España, la medicina legal se desarrolla en dos ámbitos:
- La medicina forense propiamente dicha, cuyo ejercicio depende y se desarrolla directamente en la administración de justicia.
- Otros ámbitos, que incluyen las cátedras universitarias de medicina legal y el ejercicio privado (principalmente como profesional autónomo o para una compañía de seguros).

## Medicina forense en el mundo anglosajón
Un coroner —en el Reino Unido y en otros países anglosajones— es un oficial del gobierno facultado, en el ámbito territorial de su jurisdicción, para conducir u ordenar una investigación relativa a la forma o la causa de muerte, y para investigar o confirmar la identidad de una persona desconocida que ha sido encontrada muerta. Según la jurisdicción, el coroner puede juzgar personalmente la causa de muerte, o presidir un tribunal especial (un «coroner jurado») al que se le encomienda esa tarea. La palabra coroner tiene la misma etimología que la palabra corona.
En época medieval, los coroners era oficiales de la Corona inglesa con determinados poderes financieros y conducía algunas investigaciones judiciales para contrarrestar el poder de sheriffs.

### Deberes y funciones
Las responsabilidades del coroner pueden incluir supervisar la investigación y la certificación de muertes relacionadas con desastres naturales que ocurren dentro de su jurisdicción. La oficina del coroner mantiene un registro de las muertes producidas en su jurisdicción..
Las funciones adicionales que un coroner puede asumir en las investigaciones judiciales dependen de sus cualificaciones legales y médicas, estas cualificaciones varían según las distintas jurisdicciones. Habitualmente los coroners se apoyan para sus funciones en médicos patólogos forenses.

### Historia
El oficio de coroner tiene su origen en la Inglaterra medieval y ha sido adoptado en otros países cuyos sistemas legales en algún momento han estado integrados en el del Reino Unido. En inglés medio, la palabra "coroner" se refería a un agente de la Corona, término derivado del francés couronne y latín corona, significando "corona".
El oficio de coroner data, aproximadamente del siglo XI, poco después de la conquista normanda de Inglaterra en 1066.
El oficio de coroner quedó establecido mediante ley escrita en la Inglaterra de Ricardo I. En septiembre de 1194,  quedó recogido en el Artículo 20 de los "Artículos de Eyre" que estableció el custos placitorum coronae (en latín, significando "guardián (keeper) de las súplicas a la Corona"), del qué derivó la palabra "coroner". Esta función proporcionó un oficial en cada condado local cuyo principal deber era proteger el interés financiero de la Corona en los procedimientos criminales.
El oficio de coroner es, "en muchos casos, un sustituto necesario cuando el sheriff estaba directamente interesado ese asunto, tenía relación con unas de partes del proceso; en estas circunstacias corresponde al coroner remitir el proceso de los tribunales de justicia." Esta función quedó cualificada en Capítulo 24 de Magna Carta en 1215, donde se declara que "Ningún sheriff, constable, coroner o el alguacil podrá mantener (hold) las peticiones a la Corona."  "Guardar (keep) las peticiones" era una tarea administrativa, mientras que "mantener (hold) las peticiones" era una tarea judicial que no se asignaba al coroner residente local, sino que se reservaba a los jueces que viajaban por todo el país ejerciendo en los tribunales de la corona (assize courts). La función de guardián de los registros (custos rotulorum) del condado se convirtió en un oficio independiente que, desde 1836, correspondió al lord lugarteniente de cada condado.
La persona que encontraba un cadáver por una muerte repentina o no natural, estaba obligado a notificarlo al coroner. Mientras que en los siglos XVI y XVII la Corona publicó manuales para sheriffs, alguaciles, jueces de paz y coroners, los manuales específicamente escritos para coroners se distribuyeron en Inglaterra en el siglo XVIII.
El oficio de coroner fue introducido en Gales, tras su conquista militar por Eduardo I de Inglaterra en 1282, a través del Estatuto de Rhuddlan en 1284.